# Podmokła
Die Podmokła (deutsch: Tiefengrundkamm) ist ein 1001 m hoher Berg im schlesischen Teil des Isergebirges in Polen. Die Podmokła ist einer der höchsten Berge des Isergebirges im Westen des Hohen Iserkamms in der Gemeinde Mirsk. 

## Beschreibung
Der Gipfel ist fast vollständig mit Nadelwald bewachsen. Über den Gipfel führt der Sudeten-Hauptwanderweg sowie der blau markierte Weg von Świeradów-Zdrój nach Szklarska Poręba. Am westlichen Fuß liegt die Kolonie Drwale bzw. Polana Izerska (Kammhäuser), südlich die Wüstung Jarzębcza Polana (Schwedlers Plan).